# Lantis 10th anniversary Best
『Lantis 10th anniversary Best』（ランティス テンス アニバーサリー ベスト）は、株式会社ランティスの設立10周年を記念して制作されたコンピレーション・アルバム。2009年9月9日にLantisから発売された。

## 概要
ランティス設立10周年を記念して行われたライブイベント『ランティス祭り』に出演したアーティストの楽曲が、その出演日（2009年9月26日、9月27日）別に収録されている（両日とも出演のJAM Projectはそれぞれに1曲ずつ収録）。そのため、タイトルには『090926』、『090927』と書かれている。

## 090926

### 収録曲

#### Disc 1
1. レスキューファイアー
歌：JAM Project
作詞・作曲：影山ヒロノブ、編曲：鈴木マサキ
  - 特撮ドラマ『トミカヒーロー レスキューファイアー』オープニングテーマ
2. サクラサクミライコイユメ
歌：yozuca*
作詞・作曲：tororo、編曲：Angel Note
  - テレビアニメ『D.C. 〜ダ・カーポ〜』オープニングテーマ
3. Eternal Fantasy 〜愛は世界に遍く花のように〜
歌：瀬名
作詞：tororo、作曲・編曲：虹音
  - パソコンゲーム『エターナルファンタジー』オープニングテーマ
4. 最強○×計画
歌：MOSAIC.WAV
作詞：金杉肇・柏森進、作曲・編曲：柏森進
  - テレビアニメ『すもももももも 地上最強のヨメ』オープニングテーマ
5. しちゃいましょう
歌：のみこ
作詞：井出安軌、作曲：Hiroki、編曲：quad
  - テレビアニメ『錬金3級 まじかる?ぽか〜ん』エンディングテーマ
6. Brand New World
歌：麻生夏子
作詞：こだまさおり、作曲：瀬名、編曲：A-bee
  - テレビアニメ『真マジンガー 衝撃! Z編』エンディングテーマ
7. パルトネール
歌：CooRie
作詞・作曲：rino、編曲：大久保薫
8. アネモネ
歌：中原麻衣
作詞・作曲：micco、編曲：菊池達也
  - テレビアニメ『かみちゃまかりん』エンディングテーマ
9. 恋する旅行少女
歌：清水愛
作詞：畑亜貴、作曲・編曲：橋本由香利
10. 隷属快美の娘達
歌：畑亜貴
作詞・作曲：畑亜貴、編曲：橘尭葉
11. 羽化
歌：Ceui
作詞：Ceui、作曲：小高高太郎・Ceui、編曲：小高高太郎
  - テレビアニメ『空を見上げる少女の瞳に映る世界』イメージソング

#### Disc 2
1. BURNING HERO
歌：Rey
作詞：原田謙太、作曲・編曲：Rey
  - 特撮ドラマ『トミカヒーロー レスキューファイアー』エンディングテーマ
2. Carry on
歌：遠藤正明
作詞：影山ヒロノブ、作曲・編曲：河野陽吾
  - パソコンゲーム『マブラヴ オルタネイティヴ』挿入歌
3. 鐘ノ音ヘブン
歌：milktub
作詞・作曲：milktub、編曲：飯塚昌明
  - PlayStation 2用ゲーム『グリーングリーン』エンディングテーマ
4. 芽生えドライブ
歌：marble
作詞：micco、作曲・編曲：菊池達也
  - テレビアニメ『ひだまりスケッチ』エンディングテーマ
5. トライアウト
歌：岩田光央
作詞：稲葉エミ、作曲・編曲：津田孝平
6. Ride Free
歌：森久保祥太郎
作詞・作曲：森久保祥太郎、編曲：井上日徳
7. 真夏のスピカ
歌：小野大輔
作詞・作曲・編曲：渡辺拓也
8. INTENTION
歌：鈴村健一
作詞：鈴村健一、作曲・編曲：黒須克彦
  - テレビ東京『アニソンぷらす+』エンディングテーマ
9. 聖少女領域
歌：ALI PROJECT
作詞：宝野アリカ、作曲・編曲：片倉三起也
テレビアニメ『ローゼンメイデン・トロイメント』オープニングテーマ
10. RIOT GIRL
歌：平野綾
作詞：平野綾、作曲・編曲：nishi-ken
  - テレビ東京『アニソンぷらす+』エンディングテーマ

## 090927

### 収録曲

#### Disc 1
1. Tomorrow's chance
歌：茅原実里
作詞：畑亜貴、作曲・編曲：菊田大介
2. 少女迷路でつかまえて
歌：美郷あき
作詞：畑亜貴、作曲・編曲：齋藤真也
  - テレビアニメ『ストロベリー・パニック』オープニングテーマ
3. あなたへ
歌：橋本みゆき
作詞・作曲：橋本みゆき、編曲：安瀬聖
4. 30years3ounce
歌：影山ヒロノブ
作詞・作曲・編曲：影山ヒロノブ
5. Dark Side of the Light
歌：飛蘭
作詞：渡邉美佳、作曲・編曲：上松範康
  - テレビアニメ『喰霊 -零-』挿入歌
6. Idea
歌：eufonius
作詞：riya、作曲・編曲：菊地創
  - テレビアニメ『ノエイン もうひとりの君へ』オープニングテーマ
7. colorless wind
歌：結城アイラ
作詞：畑亜貴、作曲・編曲：大久保薫
  - テレビアニメ『sola』オープニングテーマ
8. 空耳ケーキ 〜Electro〜
歌：伊藤真澄
作詞：畑亜貴、作曲・編曲：伊藤真澄
  - テレビアニメ『あずまんが大王』オープニングテーマのアレンジバージョン
9. Future Stream
歌：スフィア
作詞：畑亜貴、作曲・編曲：山口朗彦
  - テレビアニメ『初恋限定。』オープニングテーマ
10. 青春アリス
歌：後藤邑子
作詞：後藤邑子、作曲・編曲：藤末樹

#### Disc 2
1. ハナマル☆センセイション
歌：Little Non
作詞・作曲：Little Non、編曲：nishi-ken
  - テレビアニメ『こどものじかん』エンディングテーマ
2. CANDY☆POP☆SWEET☆HEART
歌：新谷良子
作詞・作曲・編曲：R・O・N
  - テレビアニメ『姫様ご用心』エンディングテーマ
3. sirius
歌：速水奨
作詞：森由里子、作曲・編曲：櫻井真一
4. 悪魔のkiss
歌：緒方恵美
作詞・作曲：em:ou、編曲：atmosk
5. Over Drive
歌：椎名へきる
作詞：白井裕紀、作曲・編曲：真崎修
6. Patriot Anthem
歌：妖精帝國
作詞・作曲・編曲：橘尭葉
7. Crystal Energy
歌：栗林みな実
作詞・作曲：栗林みな実、編曲：飯塚昌明
  - テレビアニメ『舞-乙HiME』オープニングテーマ
8. 感じてKnight
歌：ULTIMATE LAZY for MAZINGER
作詞：伊達歩・影山ヒロノブ、作曲：水谷公生、編曲：LAZY
  - テレビアニメ『真マジンガー 衝撃! Z編』オープニングテーマ
9. Once&Forever
歌：GRANRODEO
作詞：谷山紀章、作曲・編曲：飯塚昌明
  - パソコンゲーム『マブラヴ オルタネイティヴ』サイドストーリーオープニングテーマ
10. SKILL
歌：JAM Project
作詞：影山ヒロノブ、作曲：須藤賢一・河野陽吾、編曲：河野陽吾
  - PlayStation 2用ゲーム『第2次スーパーロボット大戦α』オープニングテーマ